# Adamsville (Tennessee)
Adamsville is een plaats (town) in de Amerikaanse staat Tennessee, en valt bestuurlijk gezien onder Hardin County en McNairy County.

## Demografie
Bij de volkstelling in 2000 werd het aantal inwoners vastgesteld op 1983.
In 2006 is het aantal inwoners door het United States Census Bureau geschat op 2105, een stijging van 122 (6,2%).

## Geografie
Volgens het United States Census Bureau beslaat de plaats een oppervlakte van
18,0 km², waarvan 17,9 km² land en 0,1 km² water.

## Plaatsen in de nabije omgeving
De onderstaande figuur toont nabijgelegen plaatsen in een straal van 16 km rond Adamsville.